# BSP-12
Das BSP-12 (Bildspeichersystem-12) ist ein ab 1988 in der Deutschen Demokratischen Republik hergestelltes und eingesetztes elektronisches Bildübertragungssystem. Es kann mittels Computer Einzelbilder von einer Videoquelle digitalisieren, mit Text versehen, zuschneiden, auf Kassette speichern und laden sowie per Modem senden und empfangen.

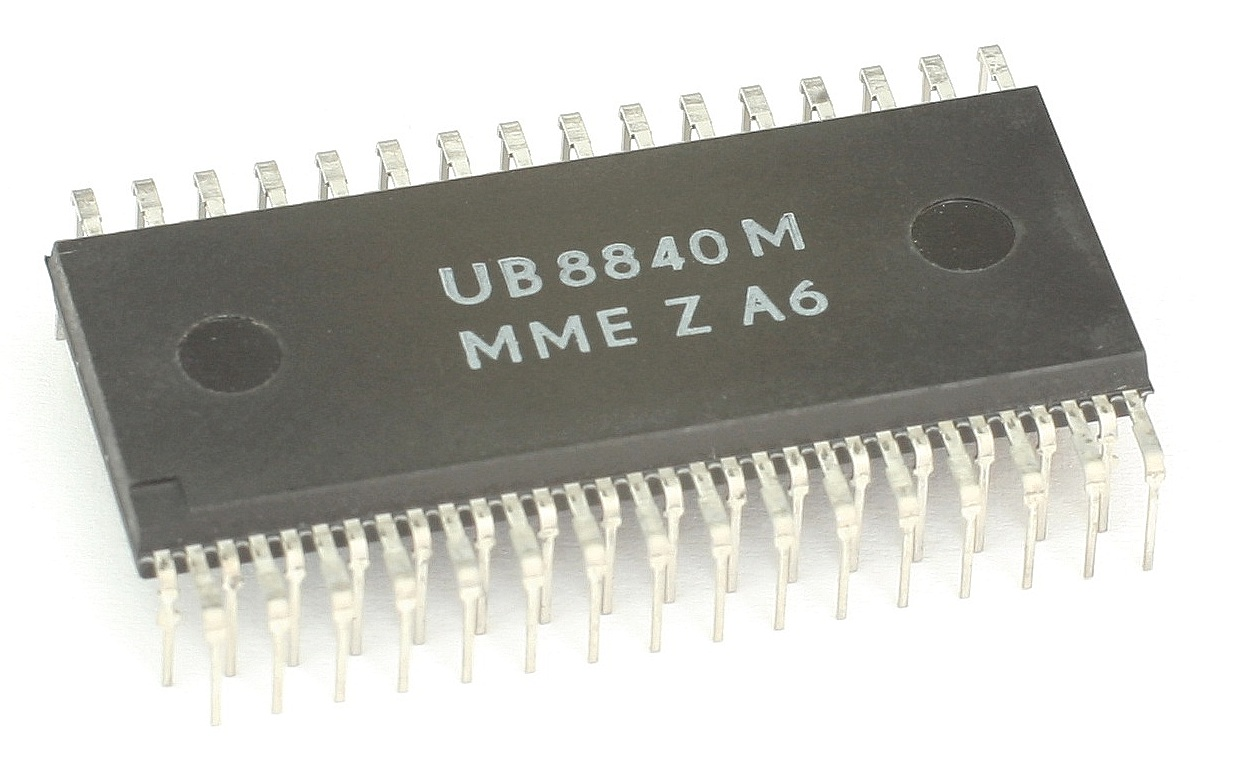
Einchipmikrorechner U8840M

## Hardware
Das System setzt sich aus der Verarbeitungseinheit LWE12 mit Einchipmikrorechner UB8840, Monitor, Kamera, Tastatur, Datasette und einem Modem zusammen. Es stehen für damalige Verhältnisse großzügige 256 KB Videospeicher zur Verfügung. Das Betriebssystem befindet sich auf zwei EPROMs. Dateien können mit 1200 oder 2400 Bd übertragen werden. Das Übermitteln eines Vollbildes dauert ca. 24 Minuten, komprimiert nur noch 8 Minuten.
Gehäuse und Tastatur sind mit denen des Kleincomputers KC 85/3 weitestgehend identisch.

## Bedienung
Die Bedienung erfolgt ausschließlich per Tastatur.
| Taste | Funktion        | Taste | Funktion                                            |
| ----- | --------------- | ----- | --------------------------------------------------- |
| F1    | Digitalisieren  | F6    | Umschalten zwischen gespei- chertem Bild und Kamera |
| F2    | Senden          | F6    |                                                     |
| F3    | Empfangen       | F7    | Löschen                                             |
| F4    | Textbearbeitung | F8    | Speichern                                           |
| F5    | nicht verwendet | F9    | Laden                                               |

## Anwendung
Die größten Abnehmer dürften das Ministerium für Staatssicherheit sowie die Deutsche Reichsbahn gewesen sein.